# Cleidion papuanum
Cleidion papuanum är en törelväxtart som beskrevs av Carl Karl Adolf Georg Lauterbach. Cleidion papuanum ingår i släktet Cleidion och familjen törelväxter. Inga underarter finns listade i Catalogue of Life.